# سیرک تفلیس
سیرک تفلیس (گرجی: თბილისის ცირკი) سیرک اصلی شهر تفلیس، گرجستان است.
این سیرک که در  سال ۱۹۴۰ تأسیس دارای ۲۰۰۰ نفر ظرفیت است در کنار سیرک‌های باکو و کی‌یف از بزرگترین سیرک‌های اتحاد جماهیر شوروی سوسیالیستی بوده است.